# نوشکارچی
نوشکارچی (نام علمی: Neovenator) نام یک سرده از تیره نوشکارچیان است.